# Trumbull (Connecticut)
Trumbull és un poble dels Estats Units a l'estat de Connecticut. Segons el cens del 2008 tenia 37.134 habitants.

## Demografia
Segons el cens del 2000, Trumbull tenia 34.243 habitants, 11.911 habitatges, i 9.707 famílies. La densitat de població era de 567,7 habitants/km².
Dels 11.911 habitatges en un 37,5% hi vivien nens de menys de 18 anys, en un 71,7% hi vivien parelles casades, en un 7,4% dones solteres, i en un 18,5% no eren unitats familiars. En el 16,2% dels habitatges hi vivien persones soles el 9,6% de les quals corresponia a persones de 65 anys o més que vivien soles. El nombre mitjà de persones vivint en cada habitatge era de 2,82 i el nombre mitjà de persones que vivien en cada família era de 3,17.
Per edats la població es repartia de la següent manera: un 26% tenia menys de 18 anys, un 5% entre 18 i 24, un 27,6% entre 25 i 44, un 24,1% de 45 a 60 i un 17,3% 65 anys o més.
L'edat mediana era de 40 anys. Per cada 100 dones de 18 o més anys hi havia 88,9 homes.
La renda mediana per habitatge era de 79.507 $ i la renda mediana per família de 88.290 $. Els homes tenien una renda mediana de 62.201 $ mentre que les dones 41.384 $. La renda per capita de la població era de 34.931 $. Aproximadament l'1,4% de les famílies i el 2,3% de la població estaven per davall del llindar de pobresa.

## Poblacions més properes
El següent diagrama mostra les poblacions més properes.